# جیمز بال (بازیکن فوتبال)
جیمز بال (انگلیسی: James Ball؛ زادهٔ ۱ دسامبر ۱۹۹۵) بازیکن فوتبال است.
از باشگاه‌هایی که در آن بازی کرده‌است می‌توان به باشگاه فوتبال نورتویچ ویکتوریا و باشگاه فوتبال استیونج اشاره کرد.